# Écoyeux
Écoyeux [ekɔjø] est une commune du Sud-Ouest de la France, située dans le département de la Charente-Maritime (région Nouvelle-Aquitaine).
Ses habitants sont appelés les Écoziliens et Écoziliennes.

## Géographie
Ecoyeux se situe à 16 km au sud de Saint-Jean-d'Angély, sur la route des pèlerins de Saint-Jacques-de-Compostelle, sur la via Turonensis, la voie de Tours.
L'ancienne route romaine reliant Mediolanum Santonum (Saintes) à Limonum (Poitiers) via  Aunedonnacum (Aulnay) traverse la commune.

### Communes limitrophes
| Saint-Hilaire-de-Villefranche | Nantillé | Bercloux      |
| Le Douhet                     | Écoyeux  | Brizambourg   |
|                               | Vénérand | Saint-Césaire |

### Hydrologie
Une rivière traverse la commune, le Bramerit qui prend sa source sur la commune de Brizambourg et sillonne cette partie de la Saintonge sur 24 km avant de se jeter dans la Charente à Coulonge, près de Saint-Savinien.

## Urbanisme

### Typologie
Au 1er janvier 2024, Écoyeux est catégorisée commune rurale à habitat dispersé, selon la nouvelle grille communale de densité à 7 niveaux définie par l'Insee en 2022.
Elle est située hors unité urbaine. Par ailleurs la commune fait partie de l'aire d'attraction de Saintes, dont elle est une commune de la couronne,. Cette aire, qui regroupe 62 communes, est catégorisée dans les aires de 50 000 à moins de 200 000 habitants,.

### Occupation des sols
L'occupation des sols de la commune, telle qu'elle ressort de la base de données européenne d’occupation biophysique des sols Corine Land Cover (CLC), est marquée par l'importance des territoires agricoles (70,3 % en 2018), en augmentation par rapport à 1990 (69,3 %). La répartition détaillée en 2018 est la suivante : 
zones agricoles hétérogènes (35 %), forêts (28 %), terres arables (21,2 %), cultures permanentes (12,2 %), prairies (1,9 %), zones urbanisées (1,7 %). L'évolution de l’occupation des sols de la commune et de ses infrastructures peut être observée sur les différentes représentations cartographiques du territoire : la carte de Cassini (XVIIIe siècle), la carte d'état-major (1820-1866) et les cartes ou photos aériennes de l'IGN pour la période actuelle (1950 à aujourd'hui).

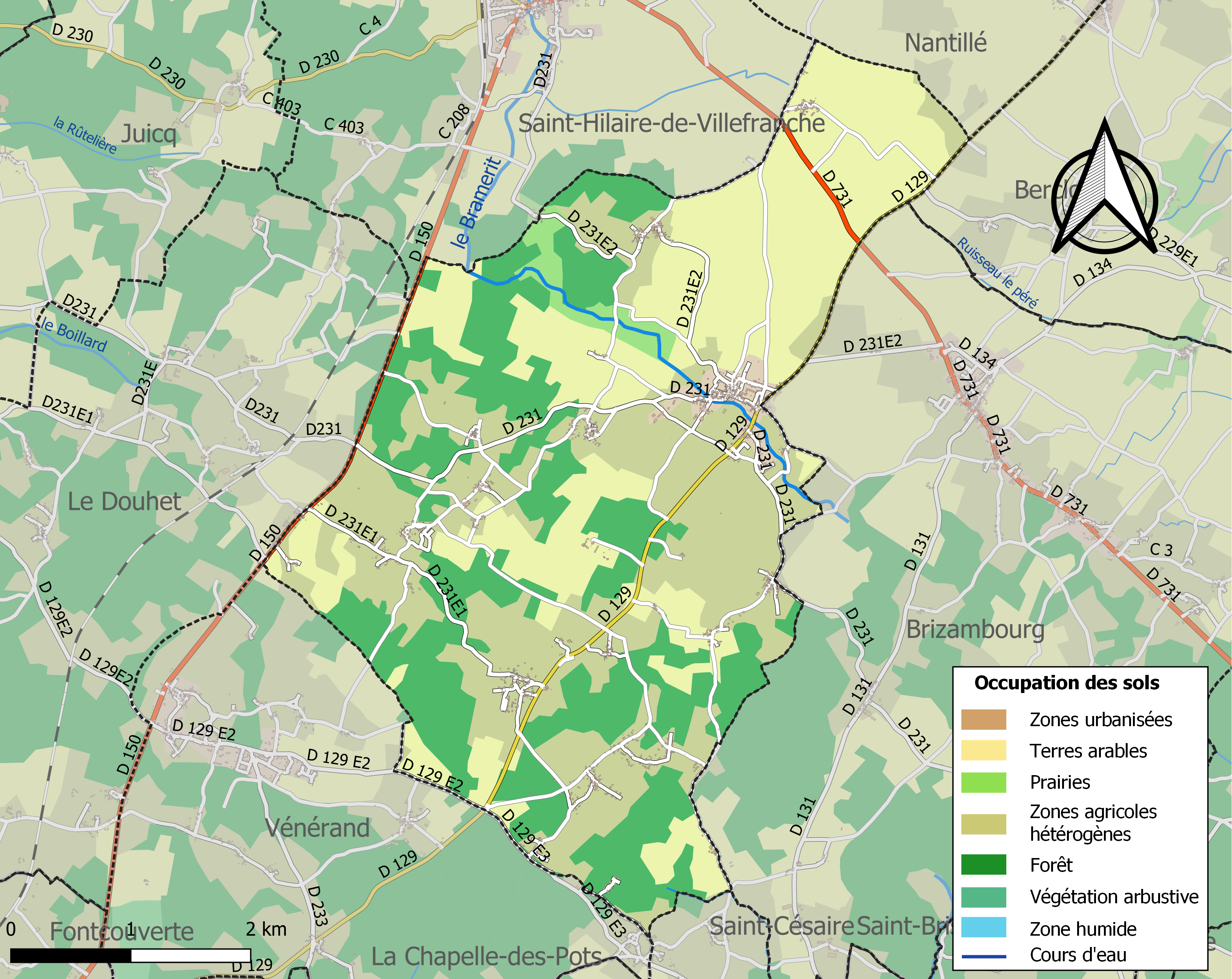
Carte des infrastructures et de l'occupation des sols de la commune en 2018 (CLC).

### Risques majeurs
Le territoire de la commune d'Écoyeux est vulnérable à différents aléas naturels : météorologiques (tempête, orage, neige, grand froid, canicule ou sécheresse), inondations, mouvements de terrains et séisme (sismicité modérée). Il est également exposé à un risque technologique,  le transport de matières dangereuses. Un site publié par le BRGM permet d'évaluer simplement et rapidement les risques d'un bien localisé soit par son adresse soit par le numéro de sa parcelle.

#### Risques naturels
Certaines parties du territoire communal sont susceptibles d’être affectées par le risque d’inondation par débordement de cours d'eau, notamment le Bramerit. La commune a été reconnue en état de catastrophe naturelle au titre des dommages causés par les inondations et coulées de boue survenues en 1982, 1999, 2010 et 2019,.

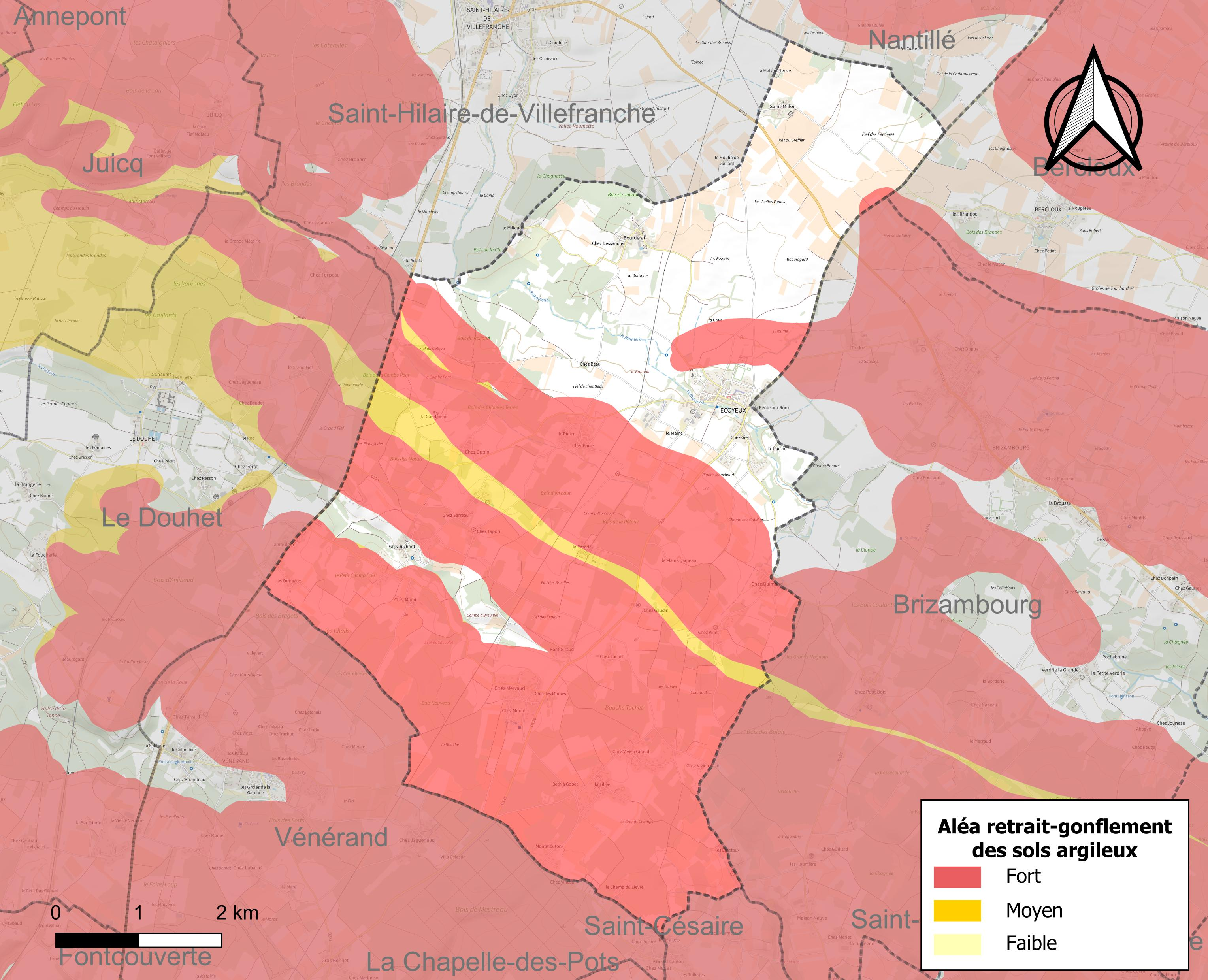
Carte des zones d'aléa retrait-gonflement des sols argileux d'Écoyeux.

Les mouvements de terrains susceptibles de se produire sur la commune sont des tassements différentiels.
Le retrait-gonflement des sols argileux est susceptible d'engendrer des dommages importants aux bâtiments en cas d’alternance de périodes de sécheresse et de pluie. 64,2 % de la superficie communale est en aléa moyen ou fort (54,2 % au niveau départemental et 48,5 % au niveau national). Sur les 633 bâtiments dénombrés sur la commune en 2019,  401 sont en aléa moyen ou fort, soit 63 %, à comparer aux 57 % au niveau départemental et 54 % au niveau national. Une cartographie de l'exposition du territoire national au retrait gonflement des sols argileux est disponible sur le site du BRGM,.
Par ailleurs, afin de mieux appréhender le risque d’affaissement de terrain, l'inventaire national des cavités souterraines permet de localiser celles situées sur la commune.
Concernant les mouvements de terrains, la commune a été reconnue en état de catastrophe naturelle au titre des dommages causés par la sécheresse en 1989, 1991, 2003, 2005 et 2011 et par des mouvements de terrain en 1999 et 2010.

#### Risques technologiques
Le risque de transport de matières dangereuses sur la commune est lié à sa traversée par une ou des infrastructures routières ou ferroviaires importantes ou la présence d'une canalisation de transport d'hydrocarbures. Un accident se produisant sur de telles infrastructures est susceptible d’avoir des effets graves sur les biens, les personnes ou l'environnement, selon la nature du matériau transporté. Des dispositions d’urbanisme peuvent être préconisées en conséquence.

## Toponymie
Le village tirerait son nom de la villa du gallo-romain Escoïus. On trouve parfois les graphies « Escoyeux » et « Escoyeulx », dans certaines sources anciennes.

## Histoire
Le 22 août 1500, Charles de Coëtivy, comte de Taillebourg et prince de Mortagne-sur-Gironde, autorise Pierre de Polignac, chevalier et seigneur d’Écoyeux et de Vénérand, à tenir 3 foires annuelles : le 8 août, le 11 novembre et le 3 février.
En 1652, une épidémie de peste tue 132 habitants (10 en janvier, 4 en février, 9 en mars, 23 en avril, 27 en mai, 18 en juin, 16 en juillet et 25 encore sur les 5 derniers mois de l'année). Le curé de l'époque, Charles Durand, sollicite alors ses paroissiens pour un acte de grâce sous la forme d'une mission qui sera effectuée en 1653. C'est peut-être la raison pour laquelle on trouve des traces de départs vers la Nouvelle-France (le Québec) : un couple d'alors, Vivien Jean et Susanne Hérault, ont trois fils qui partent vers ces nouvelles terres. Le nom du hameau « Vivien Jean » trouve donc son explication ici.
L'état des paroisses de 1686 nous donne Louis Chesnel, chevalier, comme seigneur de cette paroisse d’Escoyeux de 208 feux dont la terre produit des grains et du vin. Le bois appartient au seigneur.
Le 4 décembre 1700 Philippe V, petit-fils de Louis XIV, part de Versailles pour rejoindre le trône d'Espagne. À 17 ans, il y prendra la succession de son grand-oncle Charles II d'Espagne mort le 1er novembre. L’équipage et la suite du futur roi Philippe V d’Espagne se composaient de 33 carrosses, 27 fourgons, 50 chariots et 174 chevaux. Le futur souverain s'arrête à Écoyeux le jeudi 23 décembre 1700 à l'hostellerie de l’Écu (il arrivera à Madrid le 22 janvier).
Le 22 mai 1754, messire Henry Alexandre Chesnel d’Écoyeux finance un lit d'hôpital à Saintes pour 3 000 livres.
En 1764, l'Abbé Jean-Joseph Expilly rapporte qu'Écoyeux compte 280 feux fiscaux et que son terroir abonde en grains, en vins, en fruits et en pâturages excellents.
En 1780, un inventaire des droits de minage (tarif que les commerçants devaient payer au seigneur local pour avoir le droit de vendre leur marchandise) indique qu'Écoyeux est une place commerçante avec deux marchés hebdomadaires (le mardi et le vendredi).
Le 5 novembre 1786 meurt à Saintes Louis Alexandre Frétard de Gadeville, ancien lieutenant des vaisseaux du roi. Il est propriétaire d'un appartement à Saintes, du château d'Écoyeux, et d'un autre château situé à Cherves (aujourd'hui Cherves-Richemont en Charente), appelé Château Chesnel.
En 1789, un ingénieur de La Rochelle fait un procès-verbal pour l'église d'Écoyeux et chiffre à 3 600 livres les frais à engager pour restaurer la nef. Les autorités se plaignent dans les cahiers de doléances de devoir supporter ces charges.
Au XIXe siècle, d'importants marchés et foires se tiennent à Écoyeux. Améric Jean-Marie Gautier, chef de service à la préfecture de La Rochelle, fait ce constat : « Il se tient dans cette commune, deux fois par semaine, un marché pour les grains très important. Il est alimenté par le département des Deux-Sèvres et par la partie nord de celui de la Vendée. Le débit commun est de 800 hectolitres de froment par semaine. Le blé qu'on y vend est généralement d'une qualité supérieure à celui qu'on porte au marché de Marans, et la différence de prix est habituellement d'un 10e en sus à Écoyeux. Les foires, au nombre de quatre, se tiennent les deuxièmes jeudis de Février, Mai, Août et Novembre. Il s'y fait un grand commerce sur le gros et le menu bétail. »
Le 7 avril 1881, l'abbé Braud, prenant ses fonctions à Écoyeux, brosse un portrait peu amène de l'église et de la sacristie. À ses yeux, l'état spirituel de la population ne vaut guère mieux.

## Politique et administration

### Liste des maires
| Période                                  | Période  | Identité         | Étiquette | Qualité |
| ---------------------------------------- | -------- | ---------------- | --------- | ------- |
| 2001                                     | 2008     | Michel Bonnin    |           |         |
| 2008                                     | 2014     | Christian Grelet |           |         |
| 2014                                     | 2020     | Didier Lorit     |           |         |
| 2020                                     | En cours | Pascal Gillard   |           |         |
| Les données manquantes sont à compléter. |          |                  |           |         |

### Région
À la suite de la réforme administrative de 2014 ramenant le nombre de régions de France métropolitaine de 22 à 13, la commune appartient depuis le 1er janvier 2016 à la région Nouvelle-Aquitaine, dont la capitale est Bordeaux. De 1972 au 31 décembre 2015, elle a appartenu à la région Poitou-Charentes, dont le chef-lieu était Poitiers.

### Intercommunalité
Jusqu'à la fin de l'année 2012, la commune d'Écoyeux faisait partie de la Communauté de communes du canton de Saint-Hilaire-de-Villefranche qui comprenait alors onze communes ; elle s'est retirée de cette intercommunalité pour adhérer à la nouvelle Communauté d'agglomération de Saintes à partir du 1er janvier 2013.
Depuis janvier 2013, Écoyeux fait donc partie de la Communauté d'agglomération de Saintes dont le siège administratif est situé à Saintes.

## Population et société

### Démographie

#### Évolution démographique
L'évolution du nombre d'habitants est connue à travers les recensements de la population effectués dans la commune depuis 1793. Pour les communes de moins de 10 000 habitants, une enquête de recensement portant sur toute la population est réalisée tous les cinq ans, les populations de référence des années intermédiaires étant quant à elles estimées par interpolation ou extrapolation. Pour la commune, le premier recensement exhaustif entrant dans le cadre du nouveau dispositif a été réalisé en 2008.

En 2022, la commune comptait 1 380 habitants, en évolution de +2,07 % par rapport à 2016 (Charente-Maritime : +4,04 %, France hors Mayotte : +2,11 %).
| 1793  | 1800  | 1806  | 1821  | 1831  | 1836  | 1841  | 1846  | 1851  |
| ----- | ----- | ----- | ----- | ----- | ----- | ----- | ----- | ----- |
| 1 263 | 1 309 | 1 335 | 1 457 | 1 529 | 1 523 | 1 477 | 1 507 | 1 419 |

| 1856  | 1861  | 1866  | 1872  | 1876  | 1881  | 1886  | 1891 | 1896 |
| ----- | ----- | ----- | ----- | ----- | ----- | ----- | ---- | ---- |
| 1 351 | 1 328 | 1 292 | 1 200 | 1 140 | 1 144 | 1 016 | 980  | 905  |

| 1901 | 1906 | 1911 | 1921 | 1926 | 1931 | 1936 | 1946 | 1954 |
| ---- | ---- | ---- | ---- | ---- | ---- | ---- | ---- | ---- |
| 902  | 938  | 887  | 818  | 814  | 780  | 764  | 778  | 717  |

| 1962 | 1968 | 1975 | 1982 | 1990 | 1999 | 2006  | 2008  | 2013  |
| ---- | ---- | ---- | ---- | ---- | ---- | ----- | ----- | ----- |
| 687  | 650  | 623  | 685  | 804  | 940  | 1 126 | 1 178 | 1 306 |

| 2018  | 2022  | - | - | - | - | - | - | - |
| ----- | ----- | - | - | - | - | - | - | - |
| 1 356 | 1 380 | - | - | - | - | - | - | - |

## Culture locale et patrimoine

### Lieux et monuments
À Font Giraud, un puits fut un temps considéré comme une source amenant l'eau vers Saintes via un aqueduc. C'est l'ingénieur Abel Triou qui démontra que la principale alimentation de Mediolanum Santonum venait de la Font-Morillon sur la commune de Fontcouverte.

#### Patrimoine religieux
L'église Saint-Vivien d'Écoyeux a été construite au XIIe siècle puis remaniée et fortifiée au XVe siècle, elle est inscrite aux Monuments Historiques par arrêté du 21 janvier 1907.

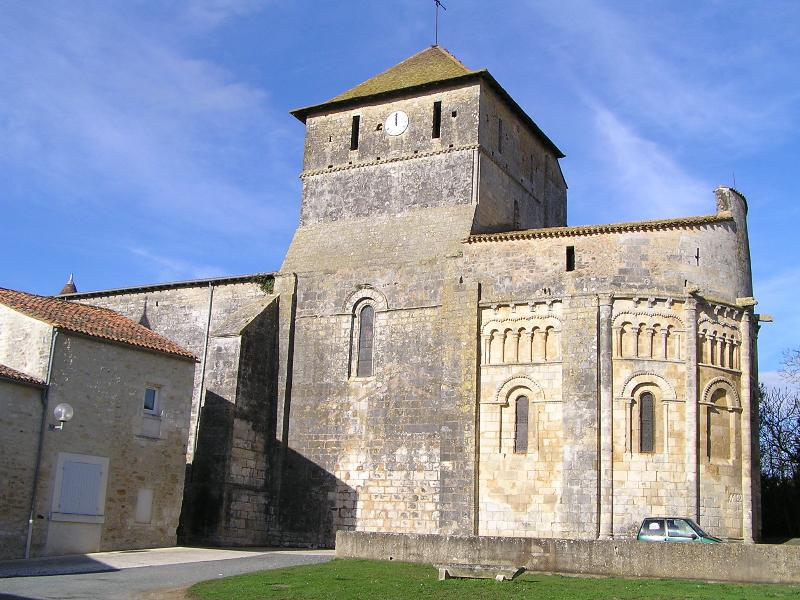
Clocher.
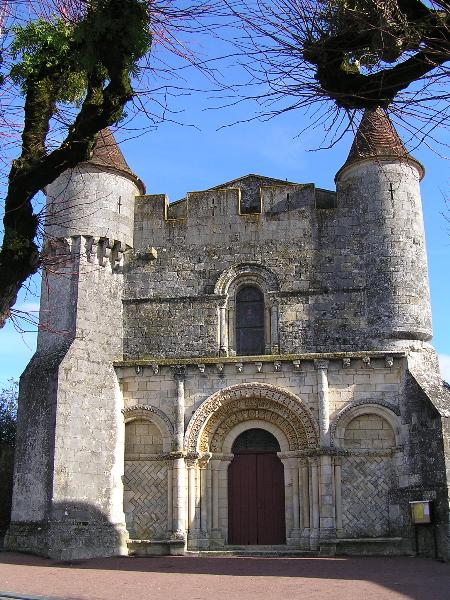
Façade.
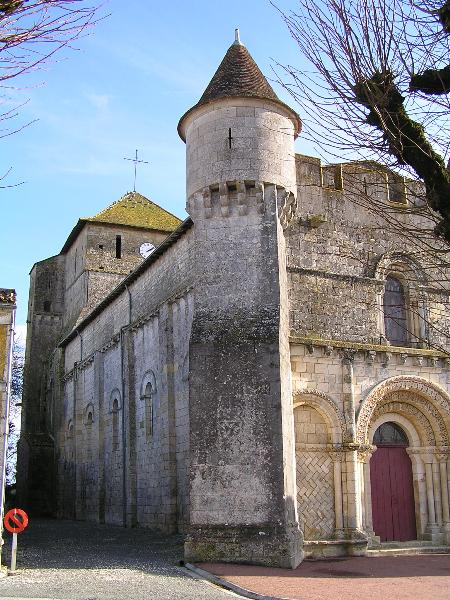
Échauguette.
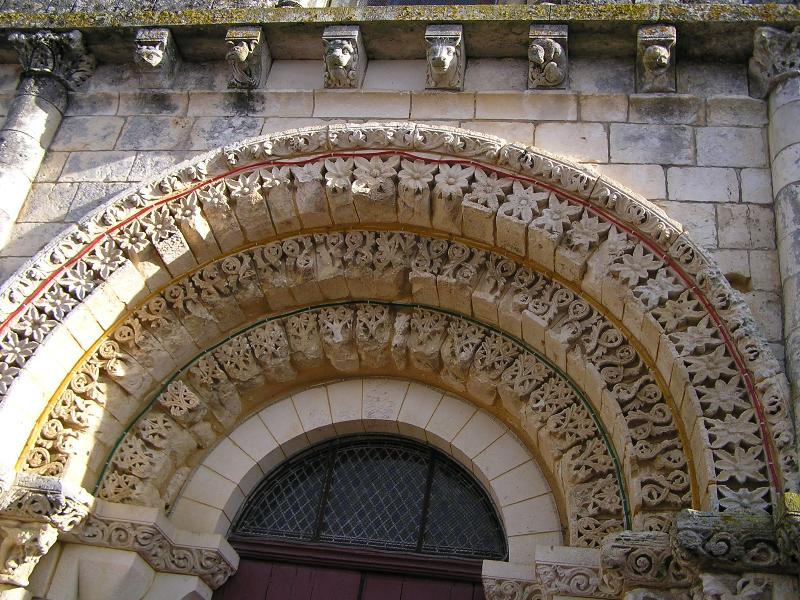
Portail à trois arcatures.

Sa façade occidentale, d'architecture romane, avec un portail à trois arcatures, comporte un dispositif de fortification muni d’un escalier spécifique. Un parapet crénelé relie les deux échauguettes couvertes de toitures en poivrières à tuiles plates. L'abside et le clocher ont été munis d'archères.

#### Patrimoine civil
- Château d'Écoyeux, dit château de Polignac du XVIIe siècle inscrit aux Monuments Historiques par arrêté du 27 octobre 1971 pour ses façades et toitures[24].
- Laiterie coopérative créée en 1893. C'est une des premières laiteries du département à se moderniser après la Première Guerre mondiale ; c'est à ce moment-là qu'est édifié un atelier de fabrication de caséine. En 1954, 6 millions de litres de lait y sont traités annuellement. Depuis la cessation d'activité dans les années 1970, une entreprise de produits d'entretien, Chimie SAV, s'est installée dans les locaux mais elle est partie dans les années 2000.
- Le château vieux qui est devenu la mairie[25].
- Une stèle en mémoire des « fusillés d'août 1944 », située le long de la route départementale 150.

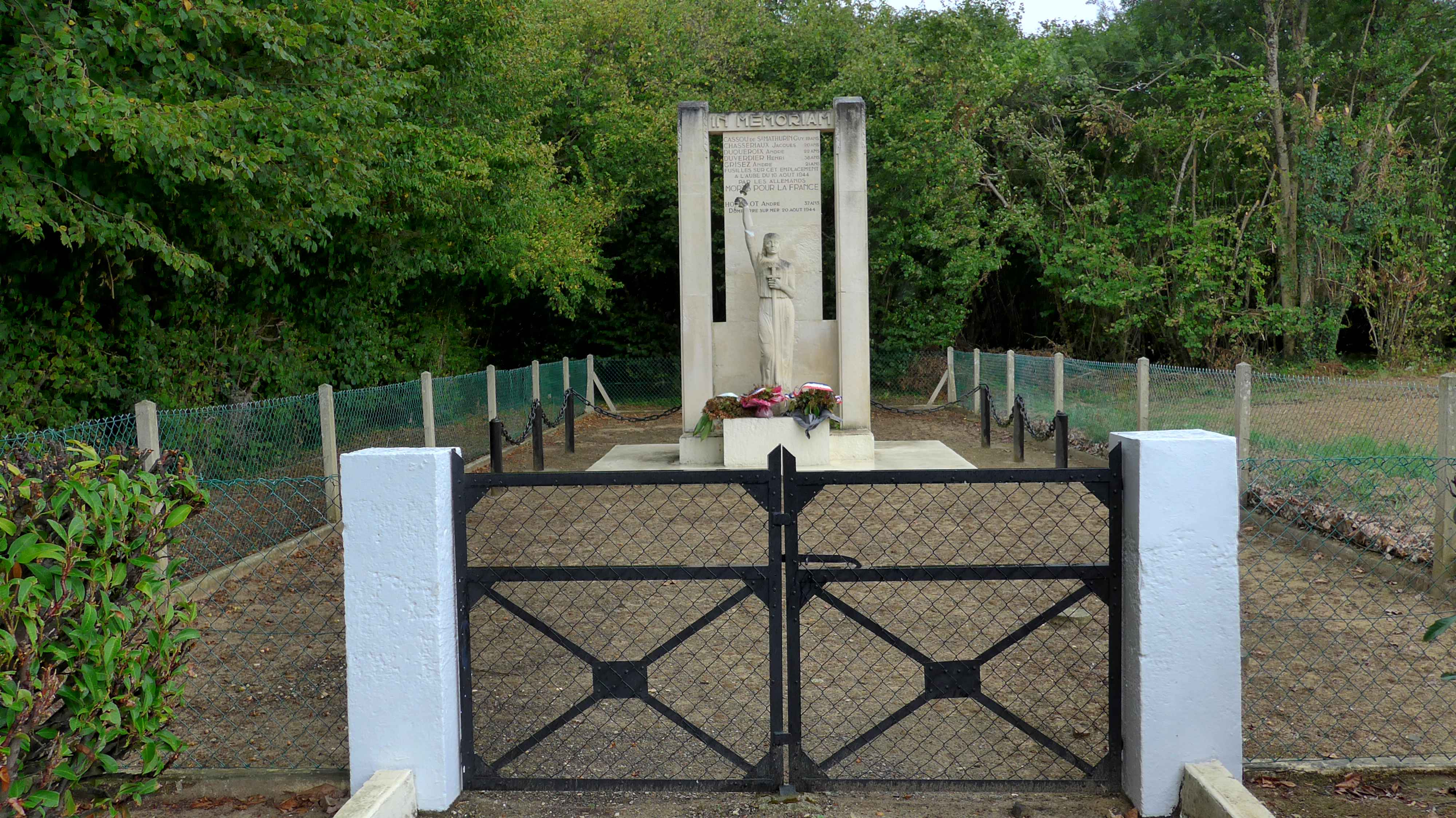
La stèle commémorative, au lieu-dit Les Pinarderies.

- La pierre Saint-Marc : grosse pierre (0,70 m par 1,20 m et 0,80 m) au village de Saint-Millon, creusée de 3 gros trous ronds, qui était réputée pour soigner les migraines en y passant la tête ; la pierre proviendrait d'une ancienne chapelle mais pourrait avoir une origine plus ancienne[26].

### Personnalités liées à la commune
- Marc-Henri Évariste Poitevin dit Goulebenéze, le barde charentais, un temps propriétaire du château qui venait de sa mère, Néhomaïe Hiblot dont la famille l'avait acheté en 1856 aux Normand d’Authon.
- Léon de Polignac, seigneur d’Écoyeux, gouverneur de Saintes, époux de Catherine Tizon.

### Héraldique
| Blason de Écoyeux | Blason  | Parti : au 1er fascé d'argent et de gueules à un casque romain d'or, au 2e de sinople à une coquille d'argent, à la champagne d'argent chargée d'une fasce ondée d'azur et à un crosseron de sable brochant sur la fasce. |
| Blason de Écoyeux | Détails | Le statut officiel du blason reste à déterminer. |